# Merkers
Merkers ist ein Ortsteil der Krayenberggemeinde im Wartburgkreis im Westen Thüringens. Die an der Werra gelegene Ortschaft hat etwa 1500 Einwohner.

## Lage
Der Ort liegt am Nordrand des thüringischen Teils der Rhön. Im Norden befindet sich der 431 m hohe Krayenberg. Die geographische Höhe des Ortes beträgt 225 m ü. NN.

## Geschichte
Merkers wurde erstmals beim Verkauf der „Ronnmühle“ an das Kloster Frauensee im Jahr 1308 erwähnt. Im 15. Jahrhundert wurde der Ort als Wüstung erwähnt. Vor Ausbruch des Dreißigjährigen Krieges lebten 28 Familien in Merkers, danach noch zwölf. Der Ort gehörte zum Amt Krayenberg.
Am 24. Juni 1878 erfolgte der erste Spatenstich zum Bau der zunächst meterspurigen Feldabahn bei Merkers. Im Jahre 1910 wurde im Merkerser Schacht die Förderung von Kalisalzen aufgenommen, 1925 das Kaliwerk Merkers eröffnet. Dies führte zu einem rasanten Anstieg der Einwohnerzahl von knapp über vierhundert auf das Zehnfache. 1929 wurde die Kirche des zuvor kirchenlosen Ortes geweiht. 1938 forderte ein Kohlendioxidausbruch im Schacht Merkers elf Menschenleben.
Während des Zweiten Weltkrieges verrichteten 700 Kriegsgefangene sowie Frauen und Männer aus zahlreichen besetzten Ländern Zwangsarbeit in den Kalischachtanlagen I und II von Merkers sowie in den Schächten I und II der Nachbarorte Kaiseroda und Hämbach.

Eisenhower bei der Besichtigung der im Bergwerk gefundenen Kunstschätze

Zum Ende des Zweiten Weltkrieges rückte Merkers im April 1945 in das Licht der Öffentlichkeit, als in den Schachtanlagen große Mengen Gold, Geld und Kunstschätze, welche die Nationalsozialisten im Bergwerk versteckt hatten, von der 3. US-Armee dort entdeckt wurden. Der Oberbefehlshaber der alliierten Streitkräfte in Europa und spätere US-Präsident General Dwight D. Eisenhower besuchte den Ort und das Bergwerk, um den Fund zu begutachten. Dies wird im US-amerikanischen Spielfilm Monuments Men – Ungewöhnliche Helden thematisiert.
Am 18. Oktober 1963 besuchten die sowjetischen Kosmonauten Juri Gagarin und Valentina Tereschkova Merkers und Gagarin hielt eine Rede vor (nach damaligen staatlichen Angaben) 15.000 Teilnehmern. Ein Denkmal im Ort erinnert an den Besuch.
Die Gemeindegebietsreform von 1994 führte zum Zusammenschluss der Gemeinden Kieselbach und Merkers. 2013 schloss sich die Gemeinde Merkers-Kieselbach mit Dorndorf zur Krayenberggemeinde mit Sitz in Dorndorf zusammen.

## Sehenswürdigkeiten
- Überregional bekannt ist das Erlebnisbergwerk Merkers. Es ist Ankerpunkt der Europäischen Route der Industriekultur.
- Im Andreas-Fack-Haus, dem Geburtshaus des Rhönlied-Dichters Andreas Fack wurde diesem zu Ehren ein kleines Museum eingerichtet.
- Die Kirche des Ortes wurde 1929 geweiht.
- Vor dem Dorfgemeinschaftshaus erinnert ein Denkmal an dem Besuch Juri Gagarins in Merkers im Jahr 1963.[5]

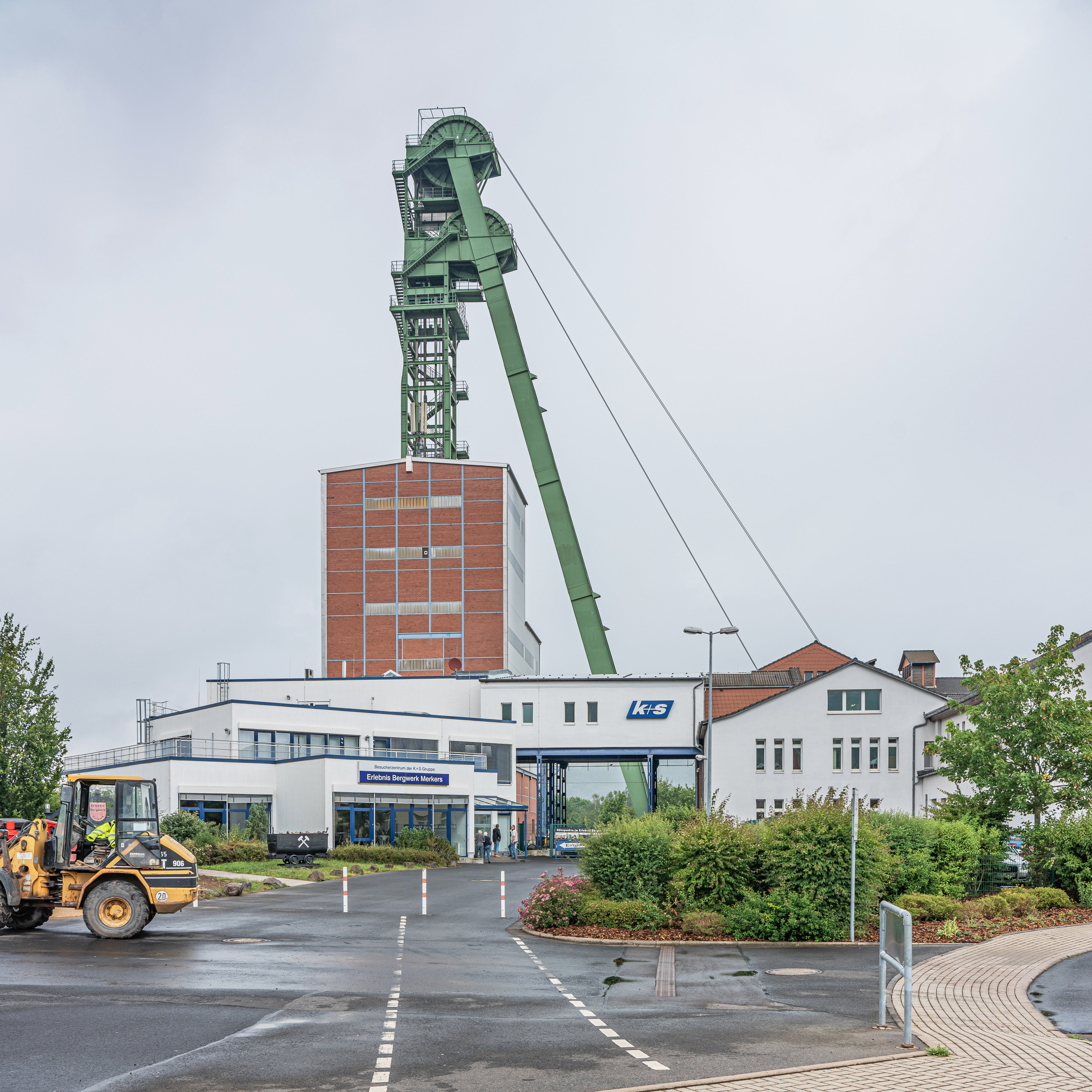
Erlebnisbergwerk, Eingangsgebäude und Förderturm
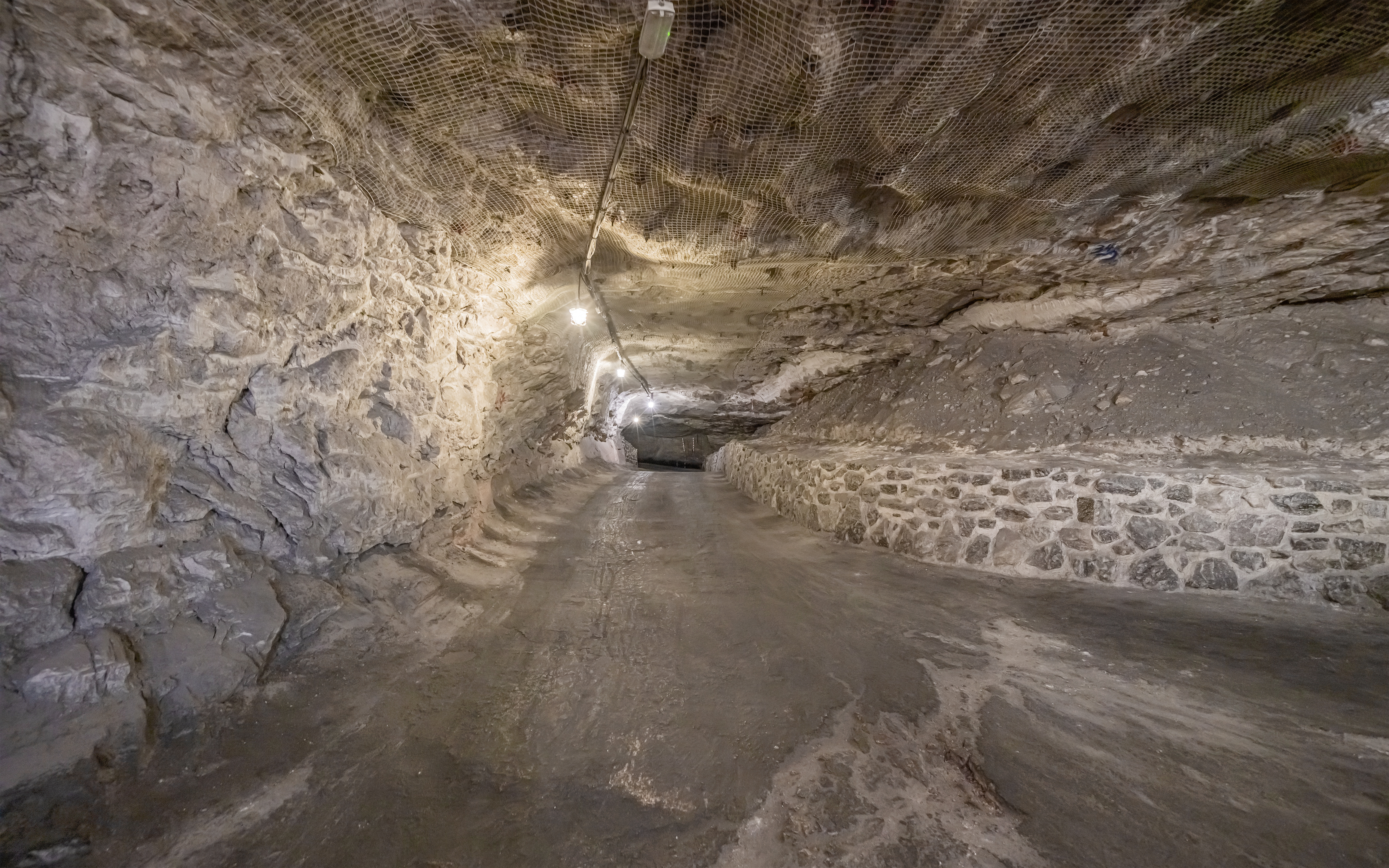
Erlebnisbergwerk, ein Stollen 800 Meter unter Tage
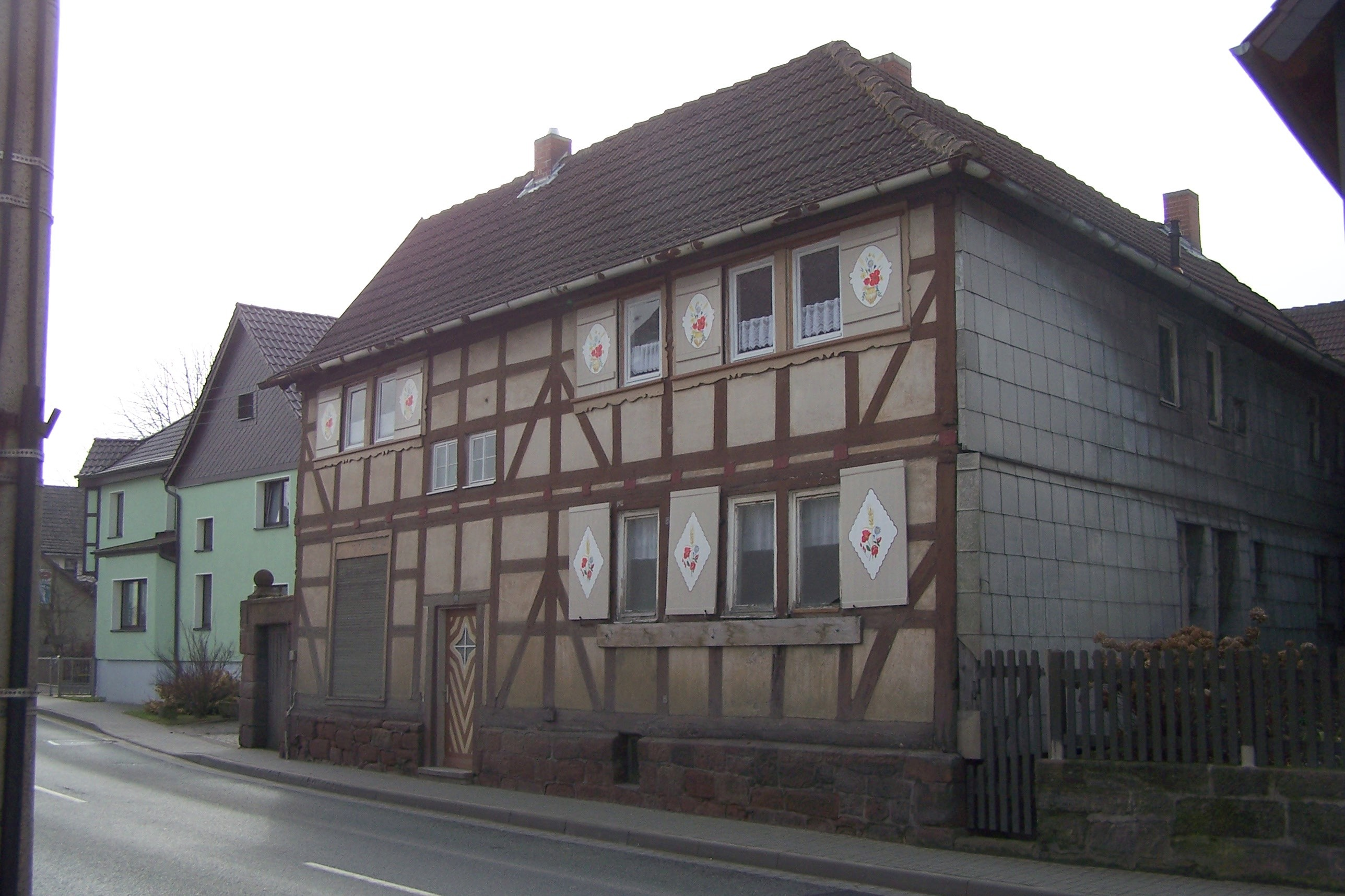
Andreas-Fack-Haus
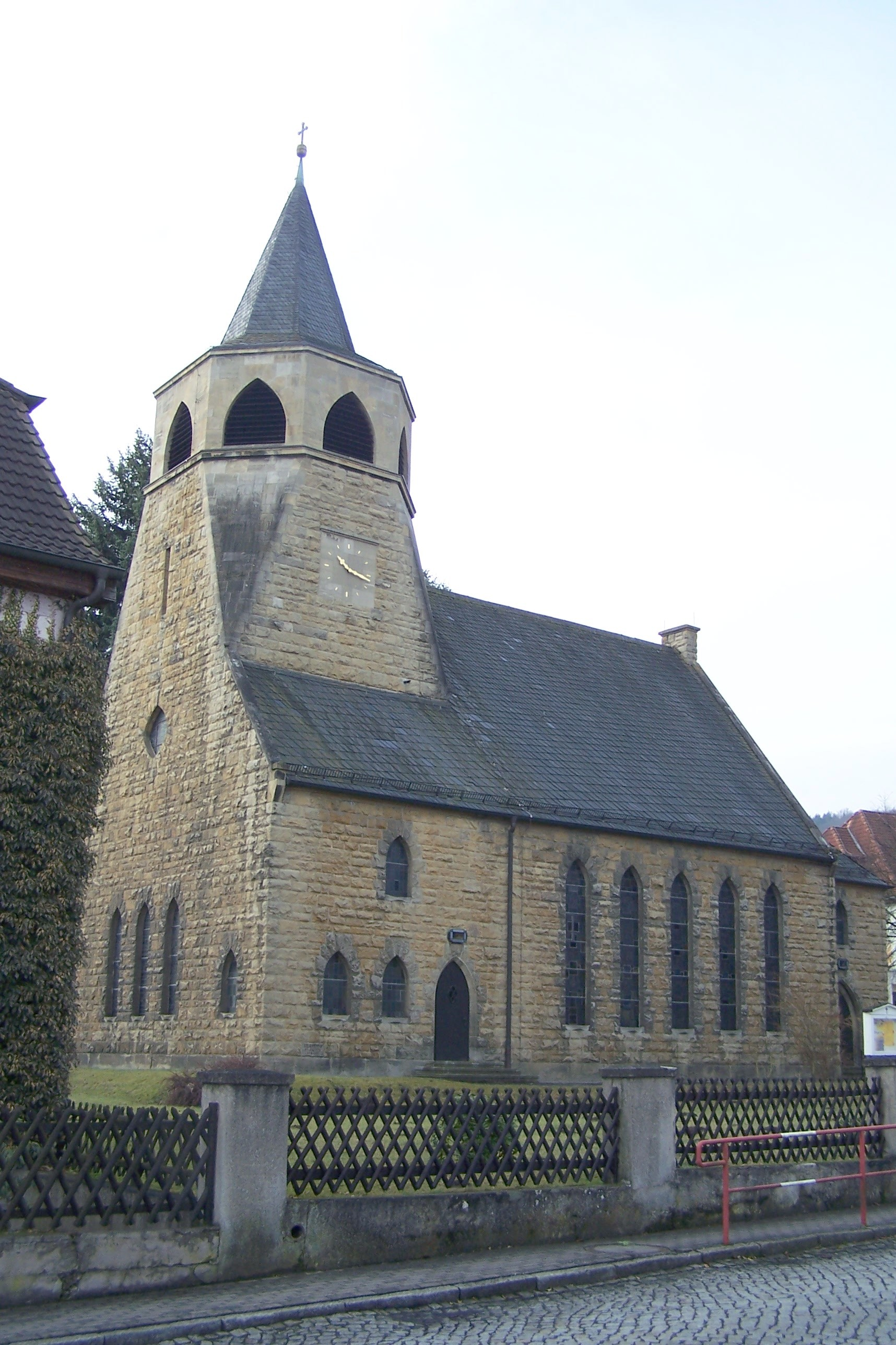
Kirche

## Wirtschaft und Infrastruktur

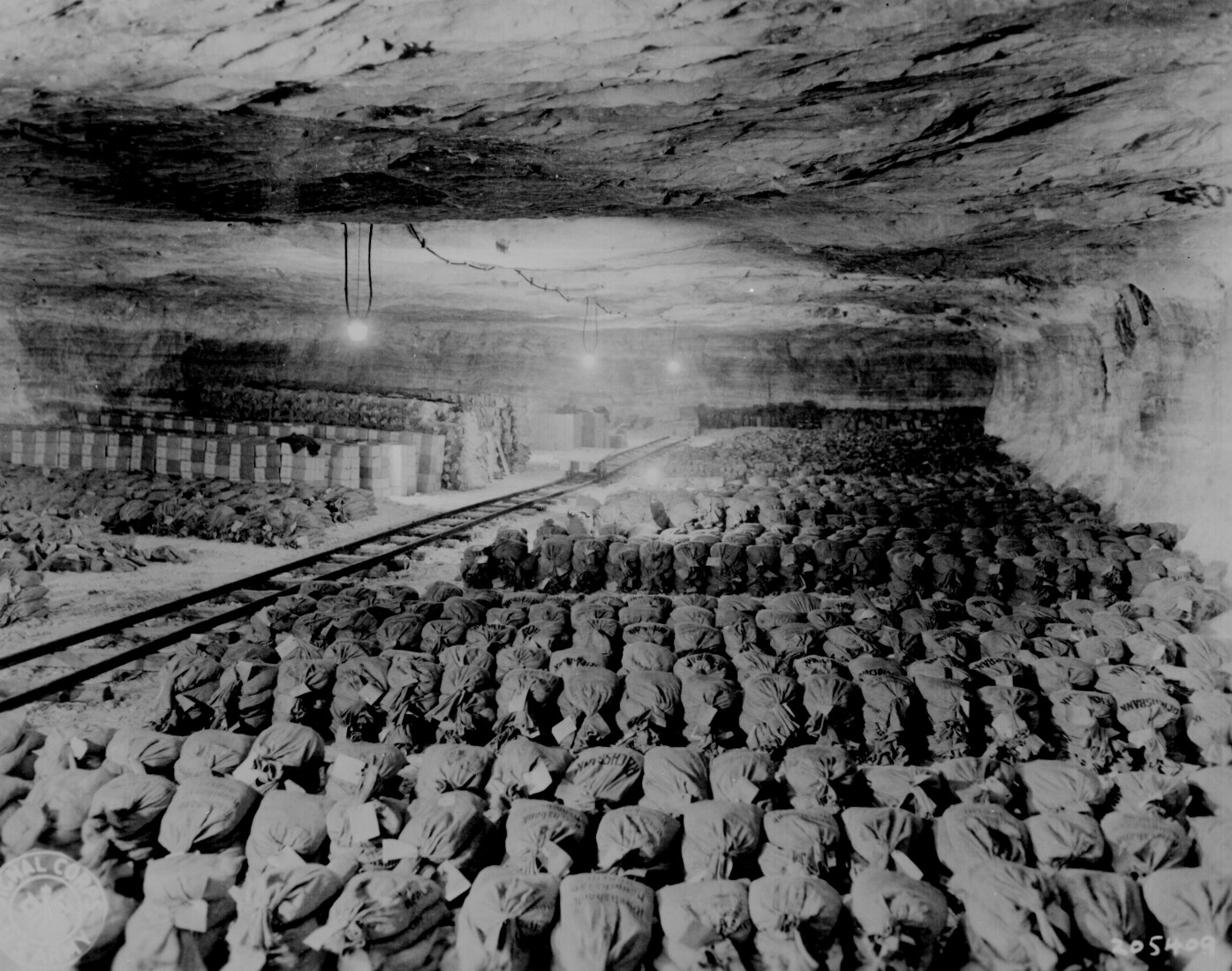
US-Soldaten entdecken am 15. April 1945 im Salzbergwerk Reichtümer der Reichsbank, Beuteschätze der SS und Gemälde aus Berliner Museen

### Bergbau
Als weltgrößte Kalifabrik nahm das Kaliwerk Merkers der Wintershall AG 1925 den Betrieb auf. Am Ende des Zweiten Weltkriegs 1945 wurden große Teile der Goldbestände der Reichsbank, Bargeld in Reichsmark und viele Kunstgegenstände (unter anderem aus der Gemäldegalerie (Berlin) und die Büste der Nofretete) durch amerikanische Truppen entdeckt.
Das Kalibergwerk gehörte in DDR-Zeiten zum Kombinat Kali und wurde nach dem Ende der DDR von der Treuhandanstalt verwaltet und stillgelegt. Seit Ende der Förderung im Jahr 1993 dienen die Schächte zu Sicherungsarbeiten im Grubenrevier Merkers und das Bergwerk als Schaubergwerk.

### Gewerbegebiet
Der Gewerbepark Merkers befindet sich am östlichen Ortsrand von Merkers auf einem Teilgelände der ehemaligen Schachtanlage. Es verfügt über eine Gesamtfläche von ca. 75 ha (Stand 2014).

### Verkehr
Die Bundesstraße 62 führt in west-östlicher Richtung durch den Ort. Eine Gemeindestraße verbindet Merkers mit Kieselbach. Merkers hatte einen Haltepunkt an der stillgelegten Bahnstrecke Bad Salzungen–Vacha. Das Bahnhofsgebäude wurde abgerissen. 
Buslinien des Verkehrsunternehmen Wartburgmobil und seiner Partner verbinden Merkers mit den Nachbarorten.

## Persönlichkeiten
- Der Dichter des Rhönliedes, Andreas Fack, kam am 1. März 1863 in Merkers zur Welt.
- 1957 wurde der Fußballspieler Martin Iffarth im Ort geboren.
- Der Arzt Günther Deilmann bekam am 3. Oktober 1995 zu seinem 91. Geburtstag die Ehrenbürgerwürde der Gemeinde Merkers/Kieselbach verliehen. Zu seinen Ehren wurde ein Teil des Lengsfelder Weges in Merkers in Dr.-Günther-Deilmann-Straße umbenannt.